# Гуднау, Франк
Франк Гуднау (18 января 1859 — 15 ноября 1939, Бруклин, Нью-Йорк, США) — политолог, педагог, автор работы "Политика и государственное управление", изданной в 1900 году. Франк Гуднау один из основателей и первый президент Американской Ассоциации политических наук. Он так же являлся третьим Президентом Университета Джонса Хопкинса с октября 1914 по июнь 1929 года.

## Биография
Гуднау получил степень в области юриспруденции в Колумбийском университете в 1882 году и, после года исследования в Париже и Берлине, стал преподавателем административного право в Колумбии (1883–1914). Основной основатель американской Ассоциации Политологии в 1903 году, он стал её первым президентом в 1904 – 1905. Переехал в Балтимор в 1914 году, чтобы возглавить Университет имени Джонса Хопкинса. Во время его правительства (1914 – 1929) регистрация и активы университета увеличились четырехкратно. Медицинская школа была расширена, был основан институт офтальмологии, международные исследования и исследование в области права стали развиты. Как ученый, Гудноу подчеркнул исследование правительственного механизма; более ранняя политология была ограничена в основном исследованием конституционных особенностей. В его наиболее отмеченной работе  "Политика и государственное управление", изданной в 1900 году , он показал, какими функциями должно обладать правительство для эффективного управления. Книга влияла на американское руководство в течение половины столетия и способствовала бюрократической реформе. 

Другие работы Гуднау включают:
1. Сравнительное административное право (1893)
2. Проблемы муниципального образования (1897)
3. Политика и управление (1900)
4. Правительство города в США (1905)
5. Принципы административного права в США (1905)
6. Социальная реформа и Конституции (1911)
7. Принципы конституционного правительства (1916 г.)

Он был редактором:
- Отдельных случаях по законодательству в области налогообложения (1905 г.)
- Отдельных случаях на правительства и администрации (1906)
- Социальных реформ и Конституции (1914).

## Идеи
В своей работе «Политика и государственное управление» Ф. Гуднау определяет государственное управление как власть, которая занимается научной, технической и коммерческой деятельностью правительства.
Выделял две функции государственного управления: Политика (Politics) и Управление (Administration). При этом, политика – это влияния на политический курс государства посредством создания партии из граждан государства, что включает в себя не только правительственную этику, но и особенно, нередко исключая этические принципы, искусство влияния на общественное мнение, привлечения и группирования голосующих, а также получения и распределения должностей и постов так, что власть становится зависимой от политических мнений или политических услуг индивидуумов.
Управление – это обязанность или обязанности официального лица; более конкретно, исполнительные функции правительства, состоящие в осуществлении всех полномочий и обязанностей правительственных органов на всех уровнях, которые не являются законодательными или судебными. 
			То есть, политика должна действовать, направляя или влияя на политический курс государства, тогда как управление должно осуществлять этот политический курс.